# Alkan Çöklü
 (janvier 2019).
Si vous disposez d'ouvrages ou d'articles de référence ou si vous connaissez des sites web de qualité traitant du thème abordé ici, merci de compléter l'article en donnant les références utiles à sa vérifiabilité et en les liant à la section « Notes et références ».
Alkan Çöklü, né le 28 juillet 1994 aux Pays-Bas,, est un acteur néerlandais.

## Filmographie

### Cinéma et téléfilms
- 2012 : Who's in Who's Out : Bo
- 2016 : Flikken Rotterdam (nl) : Cahit Eftic
- 2017 : Force : Erdem Yilmaz
- 2017-2018 : Goede tijden, slechte tijden : Amir Nazar
- 2018 : No. 8739 : Louis van der Laan

## Vie privée
Il est en couple avec Melissa Drost, de 9 ans son aînée.